# Мандарі (Північна Дакота)
Мандарі (англ. Mandaree) — переписна місцевість (CDP) в США, в окрузі Маккензі штату Північна Дакота. Населення — 691 особа (2020).

## Географія
Мандарі розташоване за координатами 47°44′42″ пн. ш. 102°41′51″ зх. д. / 47.74500° пн. ш. 102.69750° зх. д. (47.745040, -102.697470).  За даними Бюро перепису населення США в 2010 році переписна місцевість мала площу 29,05 км², з яких 29,02 км² — суходіл та 0,03 км² — водойми.

## Демографія
Згідно з переписом 2010 року, у переписній місцевості мешкало 596 осіб у 150 домогосподарствах у складі 129 родин. Густота населення становила 21 особа/км².  Було 173 помешкання (6/км²).
Расовий склад населення:
| - 96,1 % — корінних американців - 3,0 % — білих |

До двох чи більше рас належало 0,7 %. Частка іспаномовних становила 7,2 % від усіх жителів.
За віковим діапазоном населення розподілялося таким чином: 45,0 % — особи молодші 18 років, 51,6 % — особи у віці 18—64 років, 3,4 % — особи у віці 65 років та старші. Медіана віку мешканця становила 21,1 року. На 100 осіб жіночої статі у переписній місцевості припадало 86,2 чоловіків;  на 100 жінок у віці від 18 років та старших — 84,3 чоловіків також старших 18 років.
Середній дохід на одне домашнє господарство  становив 39 062 долари США (медіана — 34 500), а середній дохід на одну сім'ю — 32 551 долар (медіана — 25 375). Медіана доходів становила 34 063 долари для чоловіків та 27 917 доларів для жінок. За межею бідності перебувало 55,1 % осіб, у тому числі 66,9 % дітей у віці до 18 років та 59,3 % осіб у віці 65 років та старших.
Цивільне працевлаштоване населення становило 227 осіб. Основні галузі зайнятості: освіта, охорона здоров'я та соціальна допомога — 29,1 %, публічна адміністрація — 17,2 %, сільське господарство, лісництво, риболовля — 12,3 %, роздрібна торгівля — 11,9 %.